# Assassin Club
Assassin Club è un film del 2023, diretto da Camille Delamarre.

## Trama
Un assassino viene ingaggiato per uccidere sette persone, solo per scoprire che gli obiettivi sono anche assassini che sono stati assunti per ucciderlo.

## Promozione

### Sviluppo
Il progetto è stato annunciato nel 2021.

### Riprese
Le riprese si sono svolte in Italia tra Torino e Verolengo.

## Distribuzione
Il film è uscito nelle sale in alcuni Paesi arabi all'inizio del 2023 (Egitto, Emirati Arabi Uniti e Kuwait), in Italia è uscito il 2 febbraio 2023.

## Accoglienza
Il film ha ricevuto recensioni generalmente negative. Sull'aggregatore di recensioni Rotten Tomatoes ha il 15% di recensioni favorevoli su 20 recensioni e una valutazione media di 2,9/10. Su Metacritic, che utilizza una media ponderata, il film ha un punteggio di 27/100 su 610 recensioni.